# Gustaf Söderberg (konstnär)
Gustaf Eric Söderberg, född 1788, död 1853 eller 1854 i Stockholm, var en svensk målarmästare och dekorationsmålare.
Söderberg gick i lära för Emanuel Limnell i Stockholm och praktiserade som gesäll fram till 1812 hos hovmålaren Carl Fredrik Torsselius för att slutligen bli mästare 1820. Han anlitades 1837 för att renovera Christofer Ramberghs 1600-talsdekorationer i översta våningen på Skokloster. Han är även nämnd som upphovsmannen till dekorationerna i grisaille med motiv ur Karl XIV Johans historia som Magnus Brahe lät inreda i slottets huvudvåning 1830.